# فروزنده برلیان
فروزنده برلیان (۱۳۰۸–۱۸ اسفند ۱۳۹۸) پزشک ایرانی، استاد دانشگاه تهران و مؤسس سازمان انتقال خون ایران بود.
او برای نگارش کتاب اساس ایمن‌شناسی و ایمنی‌شناسی خونی در سال ۱۳۵۱ برندهٔ جایزه سلطنتی کتاب سال شد. برلیان همچنین در بیست و ششمین دوره کتاب سال ایران (۱۳۸۷) چهره برگزیده تأثیرگذار بر فرهنگ ایران شناخته شد. در مصاحبه‌ای با یک رسانه خارجی که آرشیو آن هم‌اکنون در اختیار شبکه منوتو است و در برنامه‌ی "تونل زمان" پخش شد، دکتر برلیان(دکتر جهانشاهی)، جمله‌ای بدین شرح را به زبان انگلیسی می‌گوید:《یکی از کارهایی که به آن افتخار می‌کنم، تاسیس مرکز اهدای خون برای صلیب سرخ است که اهمیت زیادی دارد...》

## زندگی
فروزنده برلیان پزشکی عمومی را در دانشگاه تهران و دوره تخصص را در دانشگاه نیویورک گذراند. او همسر امان‌الله جهانشاهی بود.

## آثار
- اساس ایمنی‌شناسی و ایمنی‌شناسی خون در انتشارات دانشگاه تهران سال ۱۳۵۱
- رستم و شاهنامه به زبان فرانسوی چاپ پاریس
- ویس و رامین به زبان فرانسوی چاپ پاریس
- ترجمه کتاب دو چهرگان از الکساندر دیموف چاپ اقبال سال ۱۳۶۴
- ترجمه کتاب شیر و عقاب از جیمز بیل چاپ فاخته سال ۱۳۷۱
- ترجمه کتاب مسیحا (رهایی‌بخش) از گور ویدال چاپ مهتاب سال ۱۳۷۴
- ترجمه کتاب چنگیزخان: توفان برخاسته از شرق چاپ آبی سال ۱۳۸۹
- شاهان و پهلوانان در شاهنامه فردوسی (Histoire legendire des rois de Perse) به زبان فرانسوی چاپ پاریس (Imago)